# Игор Мијовић
Игор Мијовић (Београд, 11. јул 1985) је бивши српски фудбалер. Играо је на средини терена.

## Каријера
Игор Мијовић је први професионални уговор са Црвеном звездом потписао у марту 2003, са периодом важења до јула 2007. Током сезоне 2003/04, дужио је дрес са бројем 35. Након тога је углавном играо на позајмицама у нижелигашима. Тренер Валтер Зенга му је по доласку у Црвену звезду указао прилику на неколико пријатељских утакмица, али на званичним сусретима није наступао. Тако је у првом делу такмичарске 2005/06. био регистрован под бројем 29. Након тога се редовно појављивао на почетку припрема првог тима, али је касније поново бивао уступљен другим клубовима. После одлуке клупског руководства да се ослони на играче из сопственог погона, Мијовић је повучен из Хајдука са Лиона. Обновио је уговор са Црвеном звездом 2009. године, са трајањем до лета 2013. При првом тиму је у сезони 2009/10. задужио дрес са бројем 5. Свој дебитантски наступ у Суперлиги Србије забележио је у другом делу исте сезоне, када је на Стадиону Црвене звезде наступио као играч Младог радника, где је био на позајмици. Током јесени 2010. наступао је за резервисте Црвене звезде у новооснованој Лиги „Б” тимова. До краја сезоне остао је у клубу, после чега је до краја уговорне обавезе био на позајмицама. Након истека уговора клуб је напустио као слободан играч после 10 година под уговором, са краћим прекидом. Касније се вратио у Хајдук са Лиона, који је предводио као капитен у Београдској зони.